# Louvrechy
Louvrechy – miejscowość i gmina we Francji, w regionie Hauts-de-France, w departamencie Somma.
Według danych na rok 1990 gminę zamieszkiwały 144 osoby, a gęstość zaludnienia wynosiła 25 osób/km² (wśród 2293 gmin Pikardii Louvrechy plasuje się na 853. miejscu pod względem liczby ludności, natomiast pod względem powierzchni na miejscu 806.).